# Cộng hòa Tân Granada
Cộng hòa Tân Granada là một nước cộng hòa tập trung bao gồm chủ yếu Colombia và Panama ngày nay với một khu vực nhỏ của các quốc gia ngày nay là Nicaragua, Costa Rica, Ecuador, Venezuela, Peru, và Brazil. Nước cộng hòa này được tạo ra sau sự giải thể vào năm 1830 của Gran Colombia, với sự ly khai của Ecuador (Quito, Guayaquil và Azuay) và Venezuela (với Orinoco, Apure và Zulia) và được thành lập bởi các tỉnh Boyaca, Cauca, Cundinamarca, Magdalena và Istmo, tất cả các phần của nước Cộng hòa Colombia hiện nay. ngoại trừ Istmo, là một phần của Panama ngày nay). Vào tháng 11 năm 1831, những tỉnh đó đã tạo nên Cộng hòa Tân Granada, nhưng chưa có quốc kỳ. Quốc kỳ cũ đã được xác nhận tạm thời bởi Công ước Quốc gia ngày 17 tháng 12 năm 1831. Tuy nhiên, không rõ ràng đó là lá cờ gì: Restrepo tin rằng đó là lá cờ với hai tam giác của Gran Colombia. Trong khi các lá cờ mới được thảo luận, một số đề xuất đã được ban hành. Vào ngày 9 tháng 5 năm 1834, quốc kỳ được thông qua và được sử dụng cho đến ngày 26 tháng 11 năm 1861.
Năm 1851, một cuộc nội chiến mới nổ ra khi các nhóm bảo thủ và ủng hộ chế độ nô lệ từ Cauca và Antioquia, dẫn đầu bởi Manuel Ibánez, Julio Arboleda và Eusebio Borrero, chống lại tổng thống tự do José Hilario López, cố gắng ngăn chặn quá trình giải thoát nô lệ và một số vấn đề tôn giáo.

## Hiến pháp Colombia năm 1832
Một trong những đặc điểm chính của khí hậu chính trị của nước cộng hòa là vị trí của Giáo hội Công giáo La Mã và mức độ tự chủ cho các bang liên bang. Năm 1839, một cuộc tranh chấp nảy sinh qua việc đóng cửa các tu viện của Quốc hội New Granada. Điều này nhanh chóng leo thang vào cuộc chiến tranh của những người Supremes, đã nổ ra trong hai năm tới và biến thành một cuộc xung đột về quyền tự trị khu vực.
New Granada đã được chuyển đổi vào năm 1858 cho Liên minh Granadine như một câu trả lời cho các yêu cầu cho một quốc gia phi tập trung.

## Tỉnh
Lãnh thổ của nước cộng hòa được chia thành các tỉnh. Mỗi tỉnh bao gồm một hoặc nhiều bang, mỗi bang được chia thành nhiều huyện.
Cộng hòa cũng bao gồm một số lãnh thổ ở các vùng ngoại vi của đất nước.